# 1907 en musique
| \| • Retour à la chronologie générale de la musique populaire • \| |
| XXIe siècle • XXe siècle • XIXe siècle • XVIIIe siècle XVIIe siècle • XVIe siècle • XVe siècle • XIVe siècle XIIIe siècle • XIIe siècle • XIe siècle • Xe siècle IXe siècle • VIIIe siècle • Haut Moyen Âge • Rome • Grèce |
| • Retour à la chronologie générale de la musique populaire • |

| • Retour à la chronologie générale de la musique populaire • |

| Années de la musique populaire : 1904 - 1905 - 1906 - 1907 - 1908 - 1909 - 1910    |
| Décennies de la musique populaire : 1870 - 1880 - 1890 - 1900 - 1910 - 1920 - 1930 |

Cet article présente les faits marquants de l'année 1907 en musique.

## Évènements et œuvres
- Mars : Vess L. Ossman enregistre sur cylindre la chanson Maple Leaf Rag de Scott Joplin[1].
- 20 mai : May Irwin enregistre The Bully[2].
- 8 juillet : Représentation à New York des Ziegfeld Follies de Florenz Ziegfeld.
- 27 juillet : Mistinguett et Max Dearly dansent la Valse chaloupée au Moulin-Rouge.
- 14 décembre : Frank C. Stanley enregistre Auld Lang Syne[3].

## Naissances
- 29 avril : Tino Rossi, chanteur français († 26 septembre 1983).
- 20 mai : Hadj El Anka, précurseur et maître de la chanson chaâbi algérienne († 23 novembre 1978).
- 23 septembre : Albert Ammons, pianiste américain de boogie-woogie († 2 décembre 1949).
- 21 novembre : Buck Ram, imprésario, arrangeur et parolier américain pour les Platters († 1er janvier 1991).
- 25 décembre : Cab Calloway, chef d'orchestre et chanteur de jazz américain († 18 novembre 1994).